# Province de Novare
La province de Novare est une province italienne du Piémont ; son chef-lieu est Novare. Avant 1992, cette province comprenait également le territoire de l'actuelle province du Verbano-Cusio-Ossola.
Elle est la 7e province de la région en superficie et la 4e en population. Elle est bordée au nord par la province du Verbano-Cusio-Ossola, qui en faisait partie avant 1992, à l'ouest de la province de Verceil qui en fut également détachée en 1927, à l'est avec la ville métropolitaine de Milan et la province de Varèse et au sud avec la province de Pavie. La province de Novare forme l'extrémité sud-ouest de la région historique et géographique de l'Insubrie.

## Géographie
La province de Novare s'étend entre les rivières Sesia et Tessin, qui bordent respectivement l'ouest et la frontière est de la province. Au nord et au sud, il n'y a pas de limites géographiques précises, par conséquent, ses frontières correspondent à des territoires municipaux. Géographiquement la province fait partie d'une zone plus large qui se prolonge vers le sud jusqu'au fleuve Pô, en incluant toute la Lomelline.

### Territoire
La province est divisée en trois territoires distincts, du sud au nord : 
- les terres basses : la moitié sud du territoire est essentiellement plate et fortement influencée par la culture du riz qui a profondément anthropisé la région à des fins productives, a fait niveler le sol, et a construit un réseau d'irrigation dense fait de canaux et de fossés. Les zones concernées sont à l'ouest et au sud de Novare. Le centre de la ville de Novare est situé sur une petite terrasse morainique de dix mètres de haut, s'étirant au sud vers Vespolate, elle est le seul élément topographique qui rompt l'uniformité de la plaine ;
- les Pianalti : une dizaine de kilomètres au nord de Novare le paysage commence à changer et la vaste plaine du riz disparaît pour céder la place à des collines modestes couvertes de forêts, de prairies, de vignes et de cultures de céréales sèches, principalement de maïs. Ce n'est pas un territoire vallonné homogène, mais composé de « pianalti » allongées dans le sens nord-sud, alternant avec des zones plates de grandes rivières. De l'ouest à l'est, on peut distinguer trois pianalti délimitées par les rivières Sesia, Agogna, Terdoppio et Tessin. Ces résidus de moraines ont été formés par l'alimentation et le retrait des glaciers durant le Pléistocène et l'érosion fluviale ultérieure. La zone située entre la Sesia et l'Agogna a une altitude moyenne de 20 mètres au-dessus de la plaine environnante. Cette région offre un terrain particulièrement propice à la culture du raisin.

- Les rilievi : Au nord de la ligne Romagnano Sesia-Borgomanero, à l'embouchure de la vallée de la Sesia, s'élève le massif du mont Fenera tandis qu'à l'extrémité nord de la province sont situés le lac Majeur et le lac d'Orta; entre les deux lacs, se trouve la région vallonnée et montagneuse de Mergozzolo culminant avec la partie supérieure du Mottarone (1 491 m).

L'altitude provinciale varie de 98 m sur la rivière Tessin dans la ville de Cerano jusqu'à presque 1 500 m dans la municipalité d'Armeno.

### Population
Au 31 décembre 2010, la province de Novara comptait 371 802 habitants, pour une densité de près de 278 habitants/km2 (la plus élevée dans le Piémont après la ville métropolitaine de Turin). Le solde démographique est positif avec une augmentation de 2 938 personnes par rapport au 31 décembre 2009. La population est principalement concentrée dans la capitale, dans les villes de l'est près de la frontière de la Lombardie et autour des villes d'Arona et Borgomanero. L'ouest de la province est moins densément peuplé et surtout consacré à l'agriculture.
À la même date, la population étrangère résidant légalement dans la province était composée de 34 944 personnes, ce qui correspond à 9,4 % du total des habitants. Ce pourcentage au cours des six dernières années a doublé par rapport à 2004.
Les deux principales nationalités étrangères dans la région sont les Marocains avec 6 120 personnes (5 863 en 2009) et les Albanais (5 690 contre 5 542).

## Histoire
Située à l'extrême est du Piémont, la province a été habitée par les Ligures depuis plusieurs millénaires avant Jésus-Christ, puis par les Celtes (IVe siècle av. J.-C.). Les tribus gauloises qui se sont installées étaient les Vertamocori qui, selon Pline l'Ancien furent les fondateurs de Novare, bien que les résultats actuels indiquent que le centre le plus important était situé plus au nord.
En 196 av. J.-C., les Romains conquièrent la région, le camp d'Aria, et le renomment Novaria.
Environ 150 ans plus tard, Jules César accorde à la petite ville le titre de municipium.
Depuis la province actuelle, les Romains avaient aménagé un chemin sur le col du Simplon, conduisant à Civitas Vallensium.
Converti au christianisme dans les siècles suivants, et surtout après la chute de l'Empire, le territoire de la province a changé à plusieurs reprises de domination : d'abord aux Lombards, puis Charlemagne qui a divisé le territoire en comités. Cependant, en dépit de la fragmentation du territoire, le pouvoir de l'évêque est resté marqué et relativement constant au fil des siècles, puis étendu au Val d'Ossola. Plus tard, vers le XVe siècle, les conflits au sein de la capitale ont apporté l'ensemble du territoire en la possession de la famille Visconti de Milan, puis dans les mains des Sforza.
À ce stade, le Novarese a partagé le sort des régions environnantes, subissant la domination espagnole pendant plusieurs siècles (et de qui proviennent le nom de certaines villes telles que San Donnino Cavaglio ou Cavaglio d'Agogna) jusqu'au début du XVIIIe siècle, quand les terres furent conquises par Victor-Amédée II jusqu'à la domination napoléonienne, puis jusqu'à l'unification du royaume d'Italie.
La domination napoléonienne a amené en Italie une organisation très hiérarchique et fonctionnelle de l'État, la famille de Savoie a donc essayé de l'adapter en créant les provinces (à l'image des départements français) sur son territoire, dirigées par un gouverneur (en 1860 rebaptisé Préfet) : en 1859 Urbano Rattazzi divise le Piémont en quatre provinces : Turin, Alexandrie, Cuneo et Novare.
La province de Novara, ainsi définie, occupe un vaste territoire, réparti entre les districts de Biella, Domodossola, Novare, Pallanza, Varallo et Verceil, et inclut les territoires des provinces actuelles de Verceil, Biella et Verbano-Cusio-Ossola.
La conception de la circonscription a peu tenu compte de la fierté marquée de la ville de Verceil, utilisée depuis longtemps comme capitale de la province et qui a été mise sous la domination de Novare. Les protestations ont intensifié dans la ville jusqu'à ce que Mussolini ne la sépare du territoire en 1927.
En 1929, la province de Novare a reçu la ville de Campello Monti, qui faisait auparavant partie de la province de Verceil.
Le territoire apparaît maintenant symétrique, avec la plaine, les collines et la montagne, autour de la capitale Novare, pour la topographie, mais surtout pour les dialectes, les traditions et la culture; le seul inconvénient était que certaines zones dans l'extrême nord de la province (comme Val Formazza, le Val Divedro et le Val Cannobina (it)) distantes de plus de 100 km de la capitale et étaient difficiles à atteindre.
En 1976 a été créée la circonscription autonome de Verbano-Cusio-Ossola, avec des bureaux à Domodossola, Omegna et Verbania ; ceci, cependant, ne semblait pas suffisant et, en raison de la pression sur le gouvernement romain, la province du Verbano-Cusio-Ossola fut créée en 1992, ce qui a réduit la province de Novare à la taille actuelle. Bien que séparée administrativement, la nouvelle province continue à être influencée par Novare, qui reste la seule ville importante de l'est du Piémont (en plus des liens culturels et linguistiques entre les deux terres).

## Économie
L'agriculture est pratiquée surtout à l'ouest et au sud de la province, entre la capitale et la rivière Sesia, tandis que l'activité industrielle et tertiaire est la plus développée au voisinage de la Lombardie, ainsi que près de Novare et d'autres villes telles que Borgomanero et Arona.
Le tourisme a également un rôle important dans l'économie du territoire et se développe principalement dans les localités sur les rives du lac Majeur et du lac d'Orta.
Sur le plan économique, la province possède un revenu par habitant au-dessus de la moyenne nationale (environ 27 000 € par an et par habitant) ; la commune de la province avec le revenu le plus élevé est Pogno.

## Culture

### Châteaux
Le territoire de la province de Novare est riche en châteaux, il y en a environ 110 (dans 77 des 88 municipalités), y compris des tours, des fortifications, des abris et des châteaux de différentes tailles. Cette particularité a donné naissance en 2008 un projet appelé « Parc Ludovico il Moro - I Cento Castelli di Novara » afin d'améliorer et de promouvoir cette richesse territoriale. Parmi les partisans du projet, on compte le critique d'art Vittorio Sgarbi.
Parmi les principaux châteaux, se trouvent : 
- Château de Barengo ;
- Château de Briona ;
- Château de Caltignaga ;
- Château de Galliate (it) ;
- Château de Ghemme ;
- Château de Novare (it) ;
- Château de Proh.

### Dialectes
Dans la plupart de la province se parle le dialecte novarais, appartenant au groupe lombard occidental, avec des influences piémontaises de plus en plus évidentes près de la rive gauche de la Sesia. Les dialectes des communes entre les rivières Sesia et Agogna sont, en effet, considérés comme piémontais.